# Wooggraben und Ochsengraben

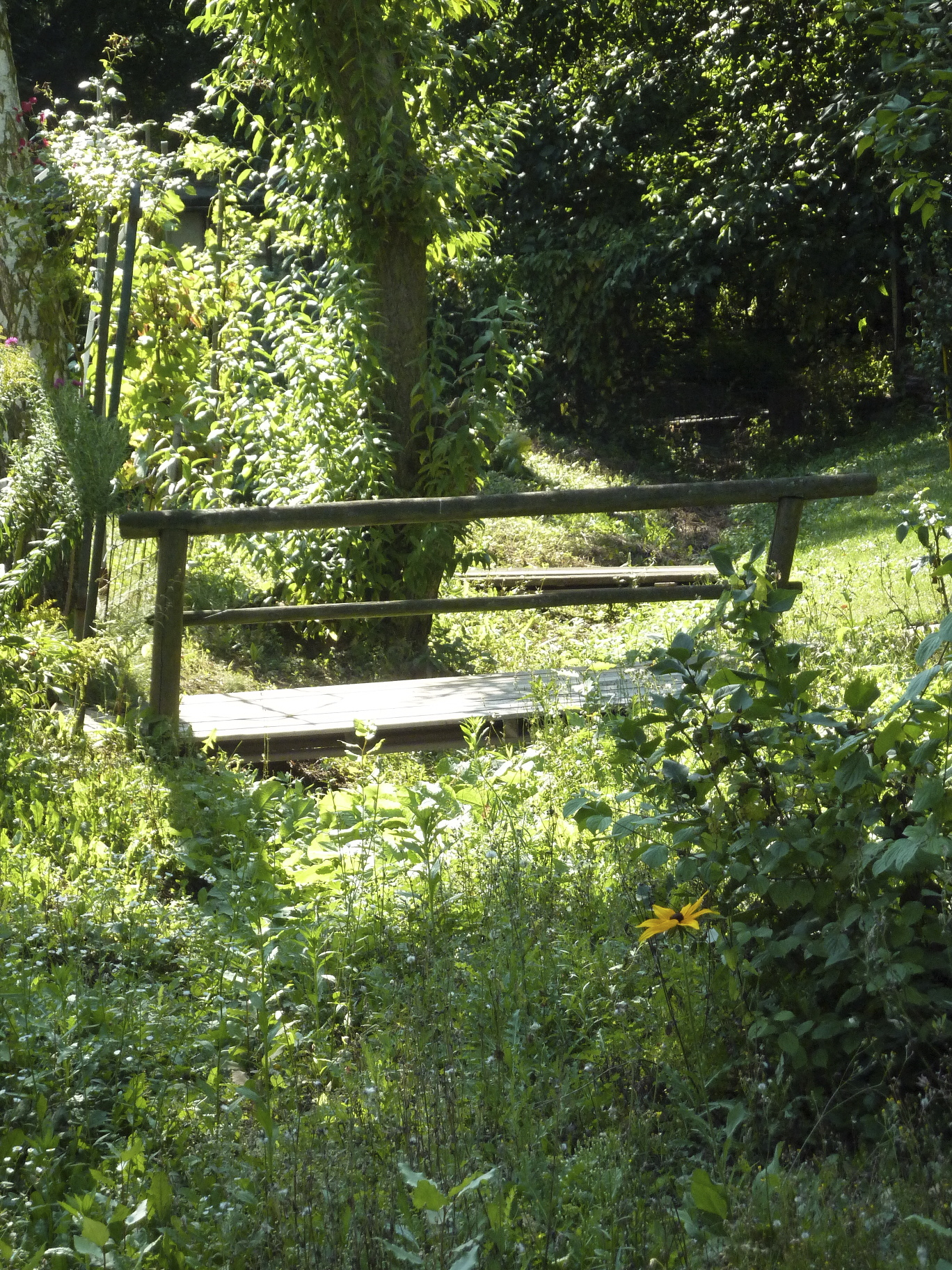
Der Ochsengraben in Bockenheim durchquert eine Kleingartenanlage

Wooggraben und Ochsengraben sind Wassergräben in Frankfurt am Main, die dort von links in die Nidda münden beziehungsweise mündeten. Beide sind Teile eines ehemals weit verzweigten Systems aus Entwässerungsgräben. Dieses Grabensystem entwässerte die in den Frankfurter Nidda-Auen gelegenen Wiesen, Äcker und Felder. Von beiden, einst miteinander verbundenen Gräben sind oberirdisch lediglich kurze Teilstücke erhalten geblieben. Die Gesamtlänge beider Gräben mit deren unterirdisch verlegten Teilen beträgt rund 3,5 Kilometer. Die oberirdischen Teile der Gräben führen nur noch nach starken Niederschlägen und zur Schneeschmelze Wasser. Die Reste des Wooggrabens liegen auf der Gemarkung des westlichen Frankfurter Stadtteils Ginnheim. Oberirdisch sichtbare Reste des Ochsengrabens liegen im Stadtteil Bockenheim; dieser Graben mündet bei Rödelheim verdolt in die Nidda.

## Geschichte
Zur Namensherkunft „Ochsengraben“ ein Zitat in der Frankfurter Rundschau: „[…] weil früher die Bauern aus Bockenheim und Rödelheim ihre Ochsen hier weiden ließen.“ (Kleingartenanlage Am Schönhof östlich der Ludwig-Landmann-Straße, südlich des Industriehofs.) Der Name des Wooggrabens rührt vom Ginnheimer Woog her, ein nicht mehr existentes Hochwasser-Rückhaltebecken westlich der Bebauung Ginnheims und der heutigen Trasse der Main-Weser-Bahn. Einen Hinweis darauf gibt der Name Woogstraße in Alt-Ginnheim. Seit der Begradigung der Nidda in den 1920er-Jahren dient der Wooggraben hauptsächlich dem Auffangen von Niederschlagswasser aus den Stadtteilen Ginnheim und Eschersheim.
Ungeklärt ist bisher, ob der Ochsengraben in Bockenheim den Graben der Wasserburg Schönhof speiste. Der in der Gegenwart oberirdisch sichtbare Verlauf des Ochsengrabens, das einzige Fließgewässer in der näheren Umgebung, weist exakt auf das Schönhof-Grundstück, jäh unterbrochen durch die Breitenbachbrücke. Auf dem Stadtplan von Frankfurt Grosse Ausgabe aus dem Jahr 1903 grenzt der damals noch nicht unterbrochene Ochsengraben unmittelbar nordwestlich an das Schönhof-Grundstück an.

## Lage
Als Eckpunkte der Gräben kann man Ginnheimer Wäldchen, Industriehof (Sternbrücke Rödelheim), Praunheimer Landstraße nehmen.
Diese umfassen Niddapark, Woogstraße (Alt-Ginnheim) vor der Bundesgartenschau 1989 von Praunheimer Brücke bis nach Ginnheim, Frankfurter Grüngürtel, (Ochsengraben, Hochwasser-Flutmulde, Retentionsraum), evtl. Biegwald. Die oberirdischen Reste beider Gräben – Wooggraben im Norden, Ochsengraben im Süden – liegen heute rund 1,5 Kilometer Luftlinie voneinander entfernt.

## Verkehrsanbindung
Die Verkehrsanbindungen für den Wooggraben sind die Straße Am Ginnheimer Wäldchen sowie die U-Bahn-Linien U1, U9, Bahnhof Niddapark. Der Ochsengraben ist erreichbar über die Rödelheimer Landstraße und Ginnheimer Landstraße sowie über die Sternbrücke in Rödelheim. Weiterhin führen der Europa-Fernwanderweg E1 sowie der Grüngürtel-Rundwanderweg dort vorbei.